# 比萨高等师范学校
比萨高等师范学校（義大利語：Scuola Normale Superiore di Pisa，简称）是坐落在意大利比萨的一所公立高等教育及研究机构，由拿破仑于1810年仿照巴黎高等师范学校创建，比萨大学系统三校之一。
比萨高等师范学校是一座小规模的精英学院，它通过极严格的选拔考试录取新生，被视为意大利最好的高等学府之一。

## 著名校友
校友包括三名诺贝尔奖得主和多名意大利政要，曾在比萨高等师范学校学习或任教的名人包括:
- 阿尔多·安德列奥蒂（英语：Aldo Andreotti）：数学家，以对多复变函数（英语：Several complex variables）的研究闻名。

- 焦苏埃·卡尔杜奇：1906年获诺贝尔文学奖。

- 路易吉·比安基：十九、二十世纪之交微分几何的领袖人物之一。

- 维多·沃尔泰拉：数学家及物理学家，以对数理生物学和积分方程的研究闻名。

- 圭多·富比尼：富比尼定理和富比尼–施图迪度量以他命名。

- 乔瓦尼·秦梯利：哲学家。

- 恩里科·费米：弱相互作用理论的先驱，负责设计建造了世界首座自持续链式裂变核反应堆，曼哈顿计划的主要领导者，1938年获诺贝尔物理学奖。

- 恩尼奥·德乔吉（英语：Ennio de Giorgi）：数学家，以对变分法和偏微分方程的研究闻名，解决了希尔伯特第十九问题，1990年获沃尔夫奖。

- 乔瓦尼·格隆基：1955至1962年任意大利总统。

- 卡洛·鲁比亚：物理学家，因与西蒙·范德梅尔在欧洲核子研究组织共同发现W及Z玻色子而获得1984年诺贝尔物理学奖。

- 马西莫·达莱马：政治家，1998至2000年任意大利总理。

## 补注
1. ↑  （英文）Data sheet about the 2009/2010 academic year （页面存档备份，存于）, il Sole 24 ore, 4 May 2010]
2. ↑  （意大利文）Which future for the Scuola Normale （页面存档备份，存于）, il Sole 24 ore, 4 May 2010]